# Hemarthria uncinata
Hemarthria uncinata är en gräsart som beskrevs av Robert Brown. Hemarthria uncinata ingår i släktet Hemarthria och familjen gräs. Inga underarter finns listade i Catalogue of Life.